# Yigo
Yigo (en chamorro : Yigu prononcé /ˈdʒiːɡoʊ/) est l'une des dix-neuf villes et la plus grande du territoire des États-Unis de Guam.
Au recensement de 2020, elle comptait 19 339 habitants.
C'est le village le plus septentrional du territoire américain de Guam et abrite la base aérienne d'Andersen. La municipalité de Yigo est le plus grand village de l'île par sa superficie. Elle comprend plusieurs localités habitées, dont Asatdas et Agafo Gumas.

## Origine
L'origine du nom « Yigo » est controversée. Certains affirment qu'il dérive du mot espagnol yugo, qui signifie « joug ». Cependant, certaines sources désignent la région sous le nom d'Asyigo, signifiant « la demeure du Yigo ». Toute trace d'une telle personne a été perdue.

## Histoire
Avant le contact avec les Européens, les Yigos comptaient un grand nombre de villages. Les vestiges de structures en pierre de latte autour du Mont Santa Rosa et de Mataguac indiquent la présence de populations importantes. Pendant les guerres entre Espagnols et Chamorros à la fin du XVIIe siècle, les villages de Yigo comprenaient Hanom, Tarague, Hinapsan et Upi (aujourd'hui Northwest Field (en)). Hanom, en particulier, était un refuge essentiel en raison de sa source d'eau douce. La défaite des CHamorus à Hanom, en août 1679, face à une force d'Espagnols et d'alliés de Nisihan dirigée par José de Quiroga y Losada, fut l'une des batailles les plus féroces du conflit. Après l'assujettissement des CHamoru, la population, très réduite, a été relogée dans six villages centrés sur des églises dans le centre et le sud de l'île. Les zones septentrionales, y compris Yigo, sont ouvertes aux chasseurs et aux pêcheurs, mais pas à la colonisation.
Au début du XIXe siècle, les riches habitants de Hagåtña ont commencé à acheter des terres fertiles à Yigo à des fins agricoles. La région est devenue célèbre pour sa production de fèves de cacao, utilisées pour fabriquer du chocolat chaud pour les habitants de Hagåtña, ainsi que de café, d'avocats, d'agrumes et de coprah. Upi était un centre d'élevage de bétail, tandis que les plantations de coprah étaient situées plutôt le long de la côte nord. Après la guerre hispano-américaine et le début de l'administration américaine, certains Chamorus ont commencé à s'installer dans le nord. La première école primaire de la région a ouvert ses portes en 1912 et en 1919, l'administration américaine a autorisé des permis d'utilisation des terres de 25 ans à Yigo. La chapelle Notre-Dame de Lourdes a été construite en 1920 ; auparavant, les habitants de Yigo se rendaient à Hagåtña pour assister à la messe. Le premier magasin du village a été ouvert en 1925. En 1940, Yigo restait peu peuplé avec environ 40 familles.
Pendant l'occupation japonaise de Guam de 1941 à 1944, certains habitants de Hagåtña ont déménagé à Yigo pour s'éloigner des forces d'occupation japonaises. Le village a été le site d'un camp de concentration pendant l'occupation japonaise de l'île. La dernière bataille entre les forces japonaises et américaines pendant la bataille de Guam s'est déroulée à Yigo les 7 et 8 août 1944, entraînant la destruction de la chapelle et de nombreuses maisons. Le South Pacific Memorial Peace Park a été construit par le gouvernement japonais et est dédié aux nombreux soldats japonais et américains qui sont morts lors de la bataille de Guam.
Northwest Field, un terrain d'aviation abandonné construit en 1944-1945, est situé sur le site de la colonie espagnole d'Upi.
Après la guerre, la population de Yigo est montée en flèche, d'abord parce qu'elle accueillait des personnes déplacées du sud, puis des non-Chamorus venus s'installer à Guam. L'économie s'est réorientée de l'agriculture vers la présence de la base aérienne d'Andersen et la population a continué à croître avec la construction de lotissements.

## Gouvernement et infrastructure
Le gouvernement fédéral des États-Unis est propriétaire d'une partie des terres de Yigo ; le gouvernement de Guam a déclaré qu'il s'agissait de l'un des nombreux villages « caractérisés principalement par la grande proportion de terres appartenant au gouvernement fédéral ».